# Viking Line
Viking Line (Viking Line Abp) — финский судоходный концерн, осуществляющий пассажирские и грузовые перевозки на Балтике. Зарегистрирован на Аландских островах c головной конторой в Мариехамне, который  также является портом приписки большей части паромов компании.
Компания основана в 1959 году капитаном дальнего плавания Гуннаром Эклундом, которому президент Финляндии Урхо Кекконен впоследствии присвоил почетное звание советника мореходства.
Философия Viking Line заключается в предоставлении возможностей доступных морских путешествий всем категориям пассажиров.
Флот компании состоит из семи судов, новейшим из которых является M/S Viking Glory, построенный в 2021 году и курсирующий на линии Турку — Аландские острова — Стокгольм.
В 2013 году было перевезено 6,53 млн пассажиров, а оборот компании составил 549 млн евро.
Акции Viking Line котируются на Хельсинкской бирже.

## Флот компании

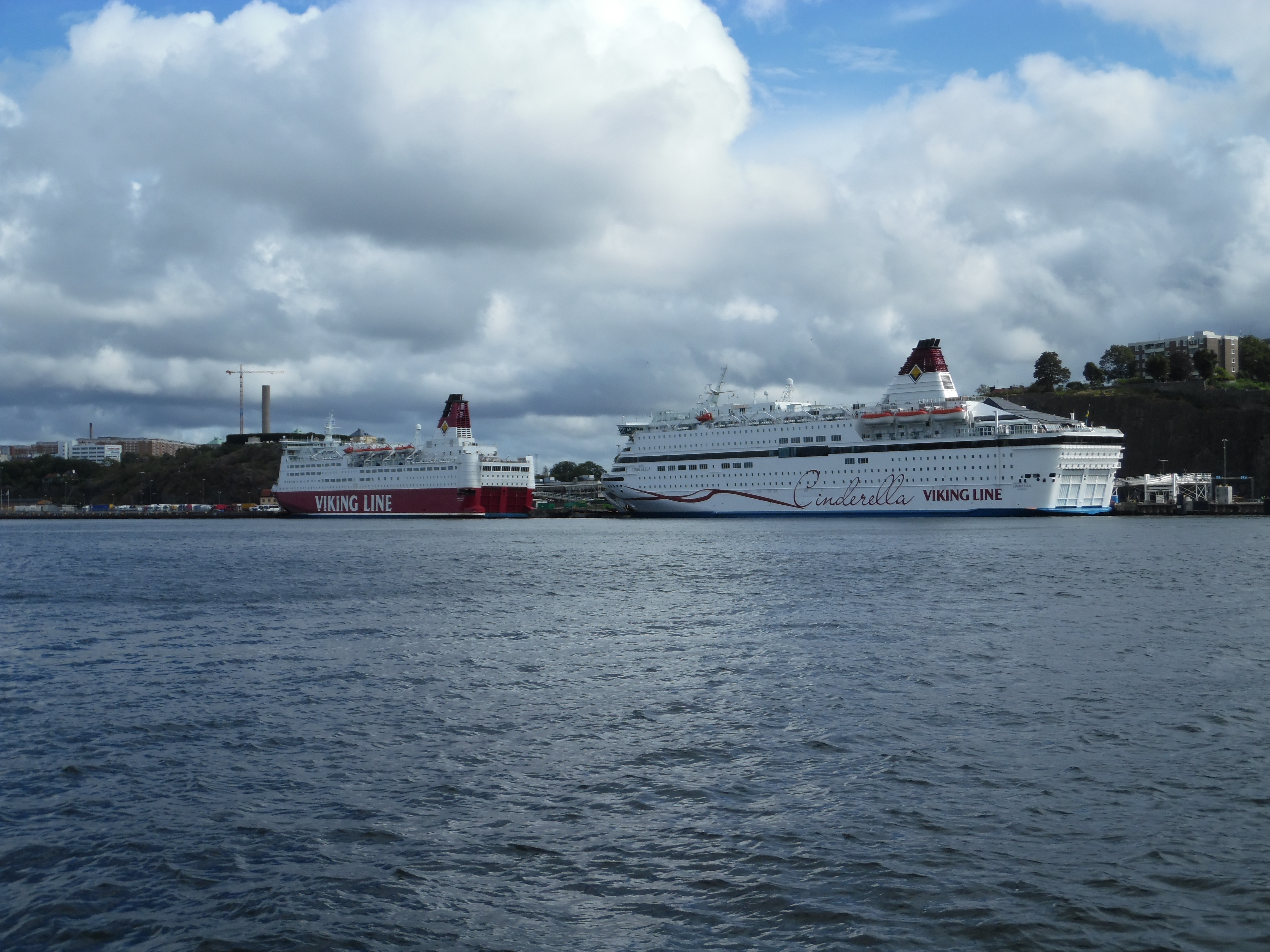
«Mariella» и «Viking Cinderella» в Стокгольме

| Название          | Изображение | Год постройки | Длина  | Водоизмещение брт | Линия                                                                                   | В составе Viking Line с | Верфь                           | Флаг      | IMO     | Статус/Состояние                                |
| Amorella          |             | 1988          | 169,40 | 34 384            | Турку — Мариехамн / Лонгнес — Стокгольм                                                 | 1988                    | Brodogradevna Industrija, Сплит | Финляндия | 8601915 |                                                 |
| Gabriella         |             | 1992          | 171,50 | 35 492            | Хельсинки — Мариехамн — Стокгольм                                                       | 1997                    | Brodogradevna Industrija, Сплит | Финляндия | 8917601 |                                                 |
| Mariella          |             | 1985          | 175,70 | 37 860            | Хельсинки — Мариехамн — Стокгольм                                                       | 1985                    | Oy Wärtsilä Ab , Турку          | Финляндия | 8320573 |                                                 |
| Rosella           |             | 1980          | 136,11 | 16 879            | Мариехамн — Капельшер                                                                   | 1980                    | Oy Wärtsilä Ab , Турку          | Финляндия | 7901265 |                                                 |
| Viking Cinderella |             | 1989          | 191,00 | 46 398            | Стокгольм — Мариехамн Стокгольм — Рига (только летом) Стокгольм — Таллин (только летом) | 1989                    | Wärtsilä Marine Ab, Турку       | Швеция    | 8719188 | бывш. Cinderella; судно перестроено в 2003 году |
| Viking XPRS       |             | 2008          | 185,00 | 35 918            | Таллин — Хельсинки — Таллин                                                             | 2008                    | Aker Finnyards, Хельсинки       | Эстония   | 9375654 |                                                 |
| Viking Grace      |             | 2013          | 218,00 | 57 565            | Турку — Мариехамн — Стокгольм                                                           | 2013                    | STX Finland, Турку              | Финляндия | 9606900 |                                                 |
| Viking FSTR       |             | 1998          | 91,3   | 5902              | Хельсинки — Таллин — Хельсинки                                                          | 2017                    | Brodosplit, Сплит, Хорватия     | Швеция    | 9176046 | бывш. HSC Catalonia, HSC Express.               |

## История компании

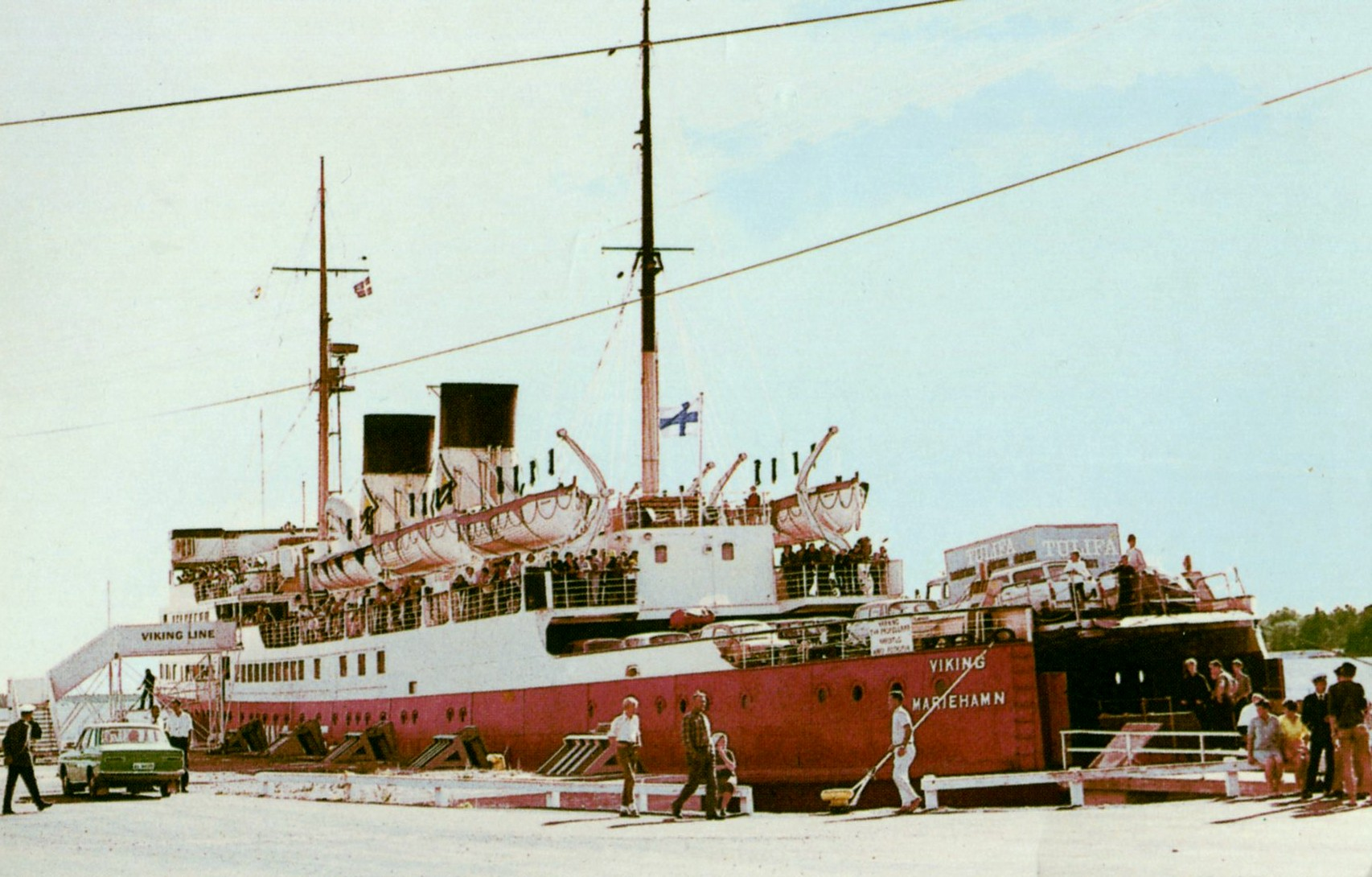
Viking, первое судно компании

Началом деятельности Viking Line можно считать 1959 год, когда по инициативе капитана дальнего плавания Гуннара Эклунда была учреждена судоходная компания Rederi AB Vikinglinjen. Для её нужд был приобретен паром S/S Viking 1924 г. постройки, который начал регулярное движение по маршруту Галтбю (остров Корпо, Финляндия) — Мариехамн (Аландские острова) — Греддё (Швеция) и стал первым, соединяющим Финляндию и Швецию автопаромом.
Через четыре дня после первого рейса S/S Viking компания Rederi AB Slite открыла сообщение между Симпнесом и Мариехамном, используя для этого переоборудованное под автопаром грузовое судно M/S Slite. В 1962 году Гуннар Эклунд по причине возникших разногласий покинул компанию Rederi AB Vikinglinjen, которая осталась во владении собственника Rederi AB Sally Алгота Йоханссона.
В 1963 году, после ухода из Vikinglinjen, Гуннар Эклунд основал новую судоходную компанию Ålandsfärjan AB и приобрел для неё автопаром S/S Ålandsfärjan 1933 г. постройки, который стал курсировать по маршруту Мариехамн - Греддё.
В начале 60-х годов три судовладельческих компании (Vikinglinjen, Slite, Ålandsfärjan) конкурировали не только между собой, но и с Silja Line и с тремя принадлежавшими её совладельцам компаниями. Поэтому в 1966 году Rederi AB Vikinglinjen, Rederi AB Slite и Ålandsfärjan AB начали новый этап сотрудничества, основав маркетинговую компанию Vikinglinjen Ab.
19 августа 1966 года новая компания была внесена в коммерческий регистр, её акционерный капитал составлял 30 000 марок, а каждый совладелец подписался на треть акций. Одновременно все совладельцы маркетинговой компании Vikinglinjen перекрасили по примеру Slite свои суда в красно-белый цвет, а Rederi AB Vikinglinjen был переименован в Rederi AB Solstad, став  дочерней компанией Rederi AB Sally.
3 мая 1970 года  автопаром M/S Kapella, курсирующий по маршруту Наантали (Финляндия) — Мариехамн — Капельшер (Швеция), доставил в порт Наантали пятисоттысячный легковой автомобиль.
В 1970-1993 гг. Vikinglinjen Ab продолжала развиваться путём взаимодействия трех судовладельческих компаний. Однако в 1987 году компания Rederi AB Sally попала в сложную экономическую ситуацию и была куплена собственником Silja Line. После этого две другие входящие в состав Viking Line компании (Rederi AB Slite и Ålandsfärjan AB, переименованная в SF Line AB) выкупили долю Rederi AB Sally в маркетинговой компании Vikinglinjen Ab.
В 1993 году произошло банкротство Rederi AB Slite, оставшаяся компания SF Line AB прекратила деятельность старой компании и была переименована в Viking Line Abp.

### Бывшие суда компании
| Судно        | Изображение | Построено | Собственник/Оператор            | Водоизмещение, брт | Годы в Viking Line |
| ------------ | ----------- | --------- | ------------------------------- | ------------------ | ------------------ |
| Viking       |             | 1924      | Rederi Ab Vikinglinjen          | 1 765              | 1959−1970          |
| Slite        |             | 1955      | Rederi AB Slite                 | 499                | 1959—1963          |
| Boge         |             | 1956      | Rederi AB Slite                 | 530                | 1961—1963          |
| Ålandsfärjan |             | 1933      | Rederi Ab Ålandsfärjan          | 1 482              | 1963—1972          |
| Drotten      |             | 1924      | Rederi Ab Vikinglinjen          | 819                | 1964—1966          |
| Apollo       |             | 1964      | Rederi AB Slite                 | 1 291              | 1964—1967          |
| Kapella      |             | 1967      | Rederi Ab Ålandsfärjan          | 3 152              | 1967—1979          |
| Viking 2     |             | 1940      | Rederi Ab Solstad               | 1 217              | 1968—1978          |
| Apollo       |             | 1970      | Rederi AB Slite                 | 4 238              | 1970—1974          |
| Viking 1     |             | 1970      | Rederi Ab Sally                 | 4 239              | 1970—1983          |
| Marella      |             | 1970      | SF Line                         | 3 930              | 1970—1981          |
| Viking 3     |             | 1972      | Rederi Ab Sally                 | 4 299              | 1972—1976          |
| Diana        |             | 1972      | Rederi AB Slite                 | 4152               | 1972—1979          |
| Viking 4     |             | 1973      | Rederi Ab Sally                 | 4 477              | 1973—1980          |
| Aurella      |             | 1973      | SF Line                         | 7 210              | 1973—1982          |
| Viking 5     |             | 1974      | Rederi Ab Sally                 | 5 286              | 1974—1981          |
| Viking 6     |             | 1967      | Rederi Ab Sally                 | 5 073              | 1974—1980          |
| Apollo III   |             | 1962      | Rederi AB Slite                 | 4 334              | 1976—1989          |
| Turella      |             | 1979      | SF Line                         | 10 604             | 1979—1988          |
| Diana II     |             | 1979      | Rederi AB Slite                 | 11 671             | 1979—1992          |
| Viking Saga  |             | 1980      | Rederi Ab Sally                 | 14 330             | 1980—1986          |
| Viking Sally |             | 1980      | Rederi Ab Sally Rederi AB Slite | 15 566             | 1980—1990          |
| Viking Song  |             | 1980      | Rederi Ab Sally                 | 13 878             | 1980—1985          |
| Olympia      |             | 1986      | Rederi AB Slite                 | 37 799             | 1986—1993          |
| Ålandsfärjan |             | 1972      | SF Line/Viking Line             | 6 336              | 1987—2008          |
| Athena       |             | 1989      | Rederi AB Slite                 | 40 012             | 1989—1993          |
| Kalypso      |             | 1990      | Rederi AB Slite                 | 40 012             | 1990—1994          |
| Isabella     |             | 1989      | Viking Line                     | 35 154             | 1989—2013          |

## Концерн
В настоящее время в концерн Viking Line Abp входят следующие судоходные компании:
- Viking Rederi Ab (прежняя  Finlandshamnen).
- OÜ Viking Line Eesti.
- Viking Line Skandinavien Ab.
- Viking Line Finnlandverkehr Gmbh — отвечает за продажи и маркетинг в Германии.
- Viking Line Buss Ab — отвечает за автобусные перевозки.

За работу и эксплуатацию каждого судна несет ответственность его руководство, состоящее из капитана, судового механика и интенданта. Viking Line имеет собственные портовые терминалы в Стокгольме и Турку. В Хельсинки, Мариехамне, Капельшере и Таллинне необходимые для терминальной деятельности помещения арендуются.
Исполнительным директором компании, начиная с 20 марта 2014 года, является Ян Хансес, занявший место уволенного Микаэля Бэкмана. Председателем правления является  Бен Линдквист.
Центральный офис Viking Line расположен в Мариехамне.

## Коммерческая деятельность и маршруты
В 2013 году компания перевезла 6 533 650 пассажиров и 119 704 единицы груза.
Viking Line осуществляет пассажирские, грузовые перевозки и круизные поездки на Балтийском море. Действующие маршруты:
- Турку — Мариехамн/Лонгнес — Стокгольм;
- Хельсинки — Мариехамн — Стокгольм;
- Мариехамн — Капельшер;
- Мариехамн — Стокгольм;
- Хельсинки — Таллинн.

Специально для обслуживания линии Хельсинки — Таллинн Viking Line заказал у судостроительного предприятия STX Europe пассажирский паром Viking XPRS. Строительство парома на Хельсинкской верфи началось 16 апреля 2007 года, а уже 19 сентября 2007 года судно было спущено на воду.
В октябре 2010 года Viking Line сообщил о строительстве нового пассажирского парома на верфи STX Europe в Турку — M/S Viking Grace вместимостью 2800 пассажиров. Новый паром предназначен для обслуживания маршрута Турку — Мариехамн — Стокгольм и замены на этом участке парома M/S Isabella. Стоимость сделки составила 240 миллионов евро.
5 апреля 2013 года Viking Line сообщил о продаже парома M/S Isabella эстонской компании Tallink за 30 млн евро.

## Интересные факты
Почти все суда компании (кроме новейших Viking XPRS и Viking Grace) названы женскими именами с окончанием -ella: Gabriella, Mariella, Amorella, Rosella, Cinderella. Такая традиция была установлена в честь жены создателя компании, которую звали Ellen, что в уменьшительно-ласкательном варианте звучит как Ella.
На момент своей постройки в 2013 году M/S Viking Grace был объявлен самым экологически чистым пассажирским судном большой вместимости. Силовые установки парома работают на сжиженном природном газе и исключают вредные выбросы в окружающую среду.

## Конкуренты и оборот
- Tallink Silja Oy Ab (Эстония; финская компания Silja Line с 2006 года входит в состав Tallink) — крупнейший паромный оператор на Балтике. Оборот 897 млн евро (2009/2010)
- Ave Line (Латвия) — небольшой паромный оператор, действующий на Балтийском море.
- St. Peter Line — небольшой паромный оператор на Балтике  Россия.
- Eckerö Line — небольшой паромный оператор на Балтике  Аландские острова , Финляндия. Оборот 60 млн евро (2009/2010)[3]
- Birka Line (Стокгольм — Мариехамн),
- Linda Line (Таллин — Хельсинки),
- DFDS (Палдиски — Капельшер),
- Navirail (Палдиски — Ханко),
- Finnlines (Финляндия — Германия),
- Finnlink (Наантали — Капельшер)

## Происшествия
14 декабря 2013 года на пароме Amorella, шедшем из Турку в Стокгольм, из-за ремонтных работ в машинном отделении произошло короткое замыкание, после чего судно потеряло управление и село на мель у Аландских островов. Собственными силами лайнеру удалось сняться с мели и проследовать в порт Мариехамна, где пассажиров пересадили на другие суда. По мнению Микаэля Бакмана, исполнительного директора Viking Line, причиной аварии стал человеческий фактор.